# Куріпка в'єтнамська
Курі́пка в'єтнамська (Arborophila davidi) — вид куроподібних птахів родини фазанових (Phasianidae). Мешкає у В'єтнамі і Камбоджі. Вид названий на честь Андре Давіда-Больє, французького колоніального чиновника .

## Опис
Довжина птаха становить 27 см, вага 241 г. Лоб і тім'я темні, потилиця поцяткована коричневими плямами. Від дзьоба ідуть чорні смуги, які продовжуються по боках шиї. Від очей ідуть білі смуги, які продовжуються по боках шиї, набуваючи оранжевого забарвлення. На грудях чорний "комірець". Підборіддя блідо-охристе, горло рудувато-охристе. Груди оливково-коричневі, живіт сіруватий, боки поцятковані чорними і білими смужками. Спина і надхвістя оливково-коричневі, поцятковані темно-коричневими смугами. Покривні пера крил смугасті, чорно-сірі. Очі карі, дзьоб чорний, лапи рожевуваті .

## Поширення і екологія
В'єтнамські куріпки мешкають на півдні В'єтнаму, а також на крайньому сході камбоджійської провінції Мондолькірі. Вони живуть в тропічних лісах, чагарникових заростях і на плантаціях. Зустрічаються на висоті від 120 до 600 м над рівнем моря, поблизу води (не далі, ніж за 2 км від водойми).

## Збереження
В'єтнамська куріпка була відкрита у 1927 році, однак потім не спостерігалася до 1991 року, коли вона була повторно відкрита у в'єтнамському національному парку Кат Тьєн. Подальше обстеження місцевості виявило невідому раніше популяцію куріпок. В 2002 році в'єтнамська куріпка була зафіксована у Камбоджі за допомогою фотопастки. Раніше МСОП класифікував цей вид як такий, що знаходиться на межі  зникнення, однак з 2009 року стан збереження цього виду як близький до загрозливого. За оцінками дослідників, популяція в'єтнамських куріпок становить до 10 тисяч птахів. Їм загрожує знищення природного середовища.